# Plus One (2019)
Plus One é um filme de comédia romântica estadunidense de 2019, escrito, dirigido e produzido por Jeff Chan e Andrew Rhymer. Estrelado por Maya Erskine, Jack Quaid, Beck Bennett, Rosalind Chao, Perrey Reeves e Ed Begley Jr., o filme segue dois amigos solteiros de longa data que concordam em ser o namorado um do outro em todos os casamentos para os quais são convidados.
Teve sua estreia mundial no Festival de Cinema de Tribeca em 28 de abril de 2019, onde ganhou o Prêmio do Público Narrativo. Foi lançado em 14 de junho de 2019, pela RLJE Filmes. Recebeu críticas geralmente positivas dos críticos.

## Enredo
Amigos de longa data desde a faculdade, Alice Mori e Ben King estão com quase 30 anos e serão convidados para muitos casamentos nos próximos meses. Ambos solteiros, eles decidem ser "mais um" um para o outro e se ajudarem na temporada de casamentos. Alice atua como o "braço direito" de Ben e usa sua abordagem direta para ajudá-lo a encontrar várias madrinhas de casamento. Alice está irritada porque sua irmã mais nova vai se casar antes dela. Ben fica irritado porque seu pai, que se divorciou duas vezes, planeja se casar pela terceira vez.

## Elenco
- Maya Erskine como Alice Mori
- Jack Quaid como Ben King
- Ed Begley Jr. como Chuck
- Rosalind Chao como Angela
- Beck Bennett como Matt
- Finn Wittrock como Steve
- Jon Bass como Cartelli
- Jessy Hodges como Amanda
- Emma Bell como a dama de honra perfeita
- Perrey Reeves como Gina
- Jeff Ward como Trevor
- Maya Kazan como Shaina
- Allan Havey como Hannon
- Tom Virtue como Oficiante
- Felisha Cooper como Kara
- Tim Chiou como Nate
- Max Jenkins como Nick
- Anna Konkle como Jenna
- Brianne Howey como Jess Ramsey[3]

## Produção
Em novembro de 2017, foi anunciado que Maya Erskine, Jack Quaid, Ed Begley Jr., Finn Wittrock, Rosalind Chao, Perrey Reeves, Beck Bennett e Jon Bass se juntaram ao elenco do filme, com Jeff Chan e Andrew Rhymer dirigindo um roteiro eles escreveram. Ben Stiller, Nicholas Weinstock e Jackie Cohn atuaram como produtores executivos sob a produtora Red Hour Films. Stu Pollard e Harris McCabe da Lunacy Productions também foram produtores executivos. James Short e John Short com a Inwood Road Films também atuaram como produtores executivos.

## Lançamento
O filme teve sua estreia mundial no Festival de Cinema de Tribeca em 28 de abril de 2019 e ganhou o Prêmio do Público Narrativo. Antes, a RLJE Films adquiriu os direitos de distribuição do filme. Foi lançado em cinemas selecionados, VOD e Digital HD em 14 de junho de 2019. Foi lançado no Hulu em 6 de agosto de 2019.

## Recepção
No Rotten Tomatoes, o filme tem uma classificação de aprovação "Certified Fresh" de 88% com base em 64 avaliações, com uma classificação média de 7.10/10. No Metacritic, tem uma pontuação de 65% com base nas avaliações de 18 críticos, indicando "avaliações geralmente favoráveis".
Nick Schager, da Variety, elogiou o poder de estrela de Maya Erskine, dizendo que "Os fãs do gênero não vão querer perdê-lo". Ben Kenigsberg do The New York Times disse que "Cada minuto que Erskine não está na tela é um minuto desperdiçado", enquanto Jon Frosch do The Hollywood Reporter chamou Plus One de "Uma modesta comédia romântica que encanta com charme e química".
Peter Bradshaw, do The Guardian, deu ao filme 2 de 5 estrelas e sugeriu que "[Plus One precisa] de risadas maiores e mais da grande e irônica comédia que Erskine pode claramente apresentar". Wendy Ide do The Observer deu a Plus One uma classificação de 4 de 5, dizendo que o filme é "um previsível romance de casais estranhos" que é "dado um entusiasmo extra pela fantástica química na tela de seus protagonistas"..